# オリンパス μTOUGH-6010
オリンパス μTOUGH-6010（おりんぱす みゅーたふ-6010）とは、オリンパス光学工業のデジタルスチルカメラ、μシリーズの機種。タフが示すシリーズ名の通り、防水仕様と防塵仕様を装備したデジタルカメラである。

## 仕様
- 形式 ： デジタルカメラ
- 記録方式（静止画） ： JPEG(DCF準拠)、Exif2.2、DPOF対応、PRINT Image Matching Ⅲ対応
- 記録方式（動画） ： AVI Motion JPEG音声付可能 VGA 640×480（30fps,15fps）QVGA 320×240（30fps,15fps）
- 記録方式（音声） ： WAVEフォーマット準拠
- 記録媒体 ： xDピクチャーカード（16MB-2GB）、内蔵メモリー(45MB)、microSD(HC)(MASD-1使用時)(128MB-16GB)
- 有効画素数 ： 1200万画素
- 最大画像サイズ ：12M（3968×2976 px）
- 本体重量 ：149g

- 防水機能 ：JIS/IEC保護等級8（IPX8）相当
- 防塵機能 ：JIS/IEC保護等級6（IP6X）相当
- 耐衝撃構造 ：1.5m（オリンパス社内試験条件による）
- 耐キズ性能 ：本体はスクラッチキュアコーティングにて、小さなキズは補修される。液晶画面は特殊コート、ハードコート、撥水コートを多層に施してある。
- 耐温度範囲 ：温度：-10～40℃、湿度：30～90％（保存時は温度：-20℃～60℃、湿度：10～90％）

- 発売日 	2009年7月

## 本体メモリへのウイルス混入について
・2009年7月より発売を開始したデジタルコンパクトカメラμTOUGH-6010（ミュータフ6010）の一部製造管理上の不備により、カメラ内部メモリにコンピューターウイルスが混入した。対象台数は1,709台。ホームページ上では製造番号（シリアルナンバー）にて対象商品を確認できる。
ウイルス名称は WORM_AUTORUN.KFJ（トレンドマイクロ）、Trojan.Gen（株式会社シマンテック）、Generic!atr（マカフィー）であり、カメラとしての機能に問題はないが、このウイルスが混入したカメラをマイクロソフト製OS（Windows系）パソコンにUSB端子経由で接続するとパソコンにウイルスが感染する可能性がある。なおこのウイルス感染によるデータ消失や改ざん、パソコンのシステム障害等の重大な影響はオリンパスでは確認されておらず、また、Mac系、Linux系の OSへの感染も報告されていないと発表している。